# Oregon Route 454
Az Oregon Route 454 (OR-453) egy oregoni állami országút, amely észak–déli irányban a 452-es úttól az idahói államhatárig halad.
A szakasz Adrian–Caldwell Valley Highway No. 454 néven is ismert.

## Leírás
A szakasz a 452-es útnál kezdődik déli irányban. A 453-as út elágazása után a pálya keletre fordul, majd még egyszer találkozik az OR-453-mal, végül a Kígyó-folyótól északra, az idahói határnál ér véget.